# 河川敷

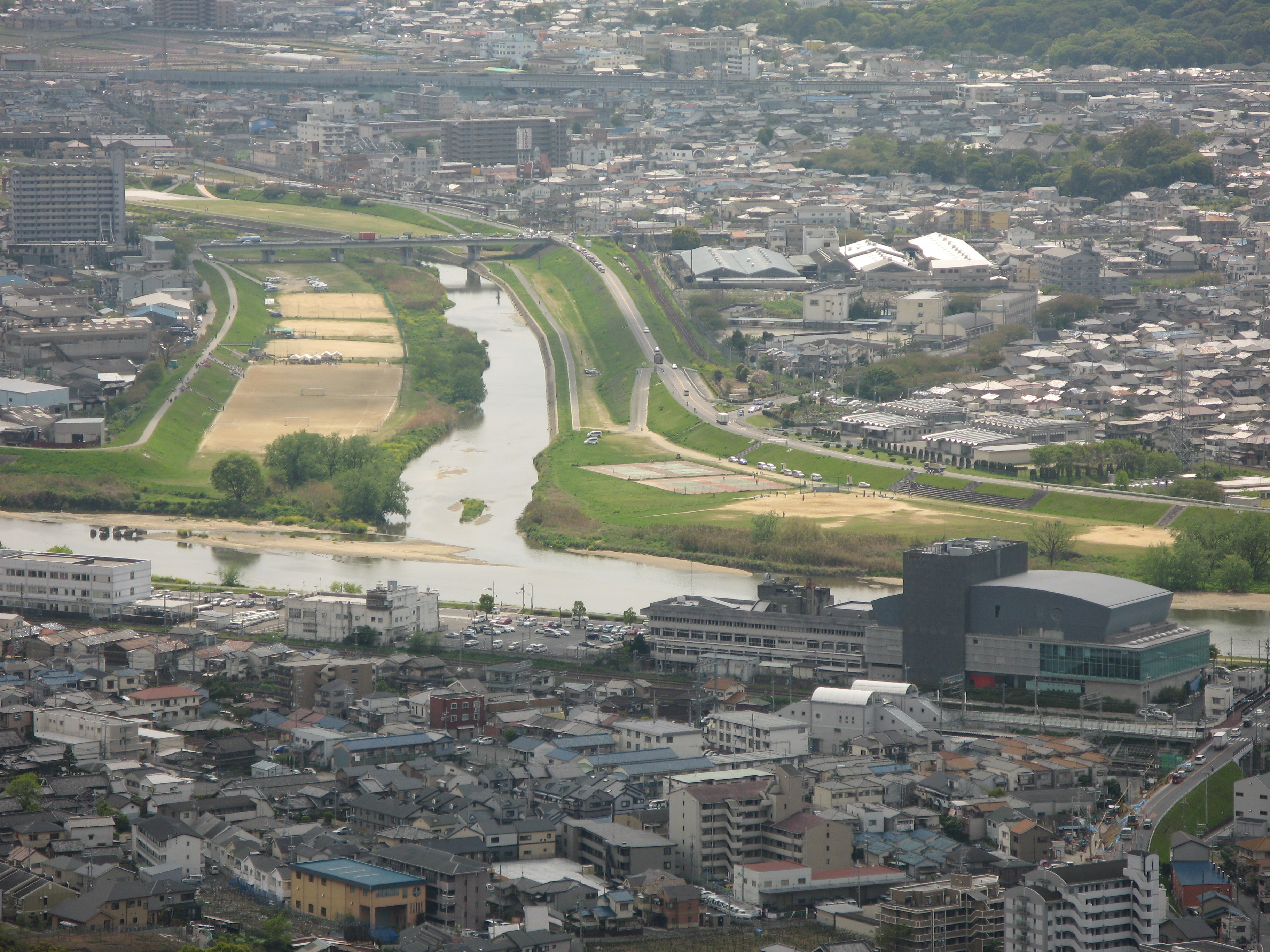
大和川（写真左右方向）と石川（写真奥）の合流点。 石川の河川敷がグラウンドや自転車道として利用されているのがわかる。（大阪府柏原市・高尾山頂より）

河川敷（かせんしき、かせんじき）もしくは河道（かどう）とは、常時水が流れている区域（低水敷）と増水時に冠水する平坦な土地（高水敷）を合わせた区域をいう。
この河道に堤防敷を加えて河川敷という場合もある。
航行可能であれば、航路ともなる。

## 河川区域

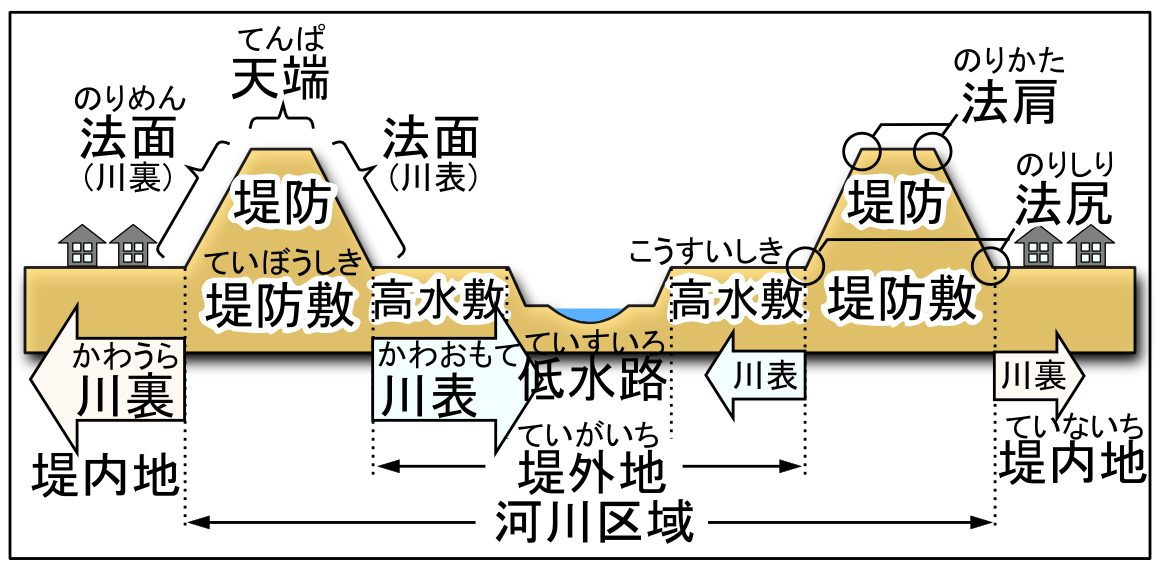
河川敷の断面

河川法第6条第1項では以下3つの区域が「河川区域」として定められている。
1. 河川の流水が継続して存する土地及び地形、草木の生茂の状況その他その状況が河川の流水が継続して存する土地に類する状況を呈している土地（河岸の土地を含み、洪水その他異常な天然現象により一時的に当該状況を呈している土地を除く。）の区域 - 一号地。低水敷やダム湖で貯水されている標高水位までの範囲など。
2. 河川管理施設[3]の敷地である土地の区域 - 二号地。堤防やダムのダムサイトなど
3. 堤外の土地（政令で定めるこれに類する土地及び政令で定める遊水地を含む。）の区域のうち、第一号（上記の1）に掲げる区域と一体として管理を行う必要があるものとして、河川管理者が指定した区域 - 三号地。高水敷など[4][5]

なお、普通河川の河川区域について（普通河川区域）は、当該の普通河川条例などで定められている。
類似の用語には「河川敷地」（かせんしきち）がある。河川敷地占用許可準則において、河川敷地とは、河川法上の河川区域内の土地で、河川管理者以外がその権限に基づき管理する土地を除くものであるとしている。
河川敷で、河川敷地以外の土地としては堤外民有地が知られ、高水敷の土地でも公図で「水」（青道）表記になっておらず地番があり、民有地のところがある。そこはその土地所有者がたとえば耕作などを行うことは可能であり、実際に多摩川などは堤外地・高水敷内に畑がみられる。第二号地・堤防用土地の取得（用地買収等）はその地が必要な個所しかしないため、北上川左岸の宮城県側、登米市の日根牛地区は高水敷に家屋が存在し、大和川の中流部に位置する大阪府柏原市国分地区でも、高水敷に家屋が密集している。

## 高水敷の土地利用

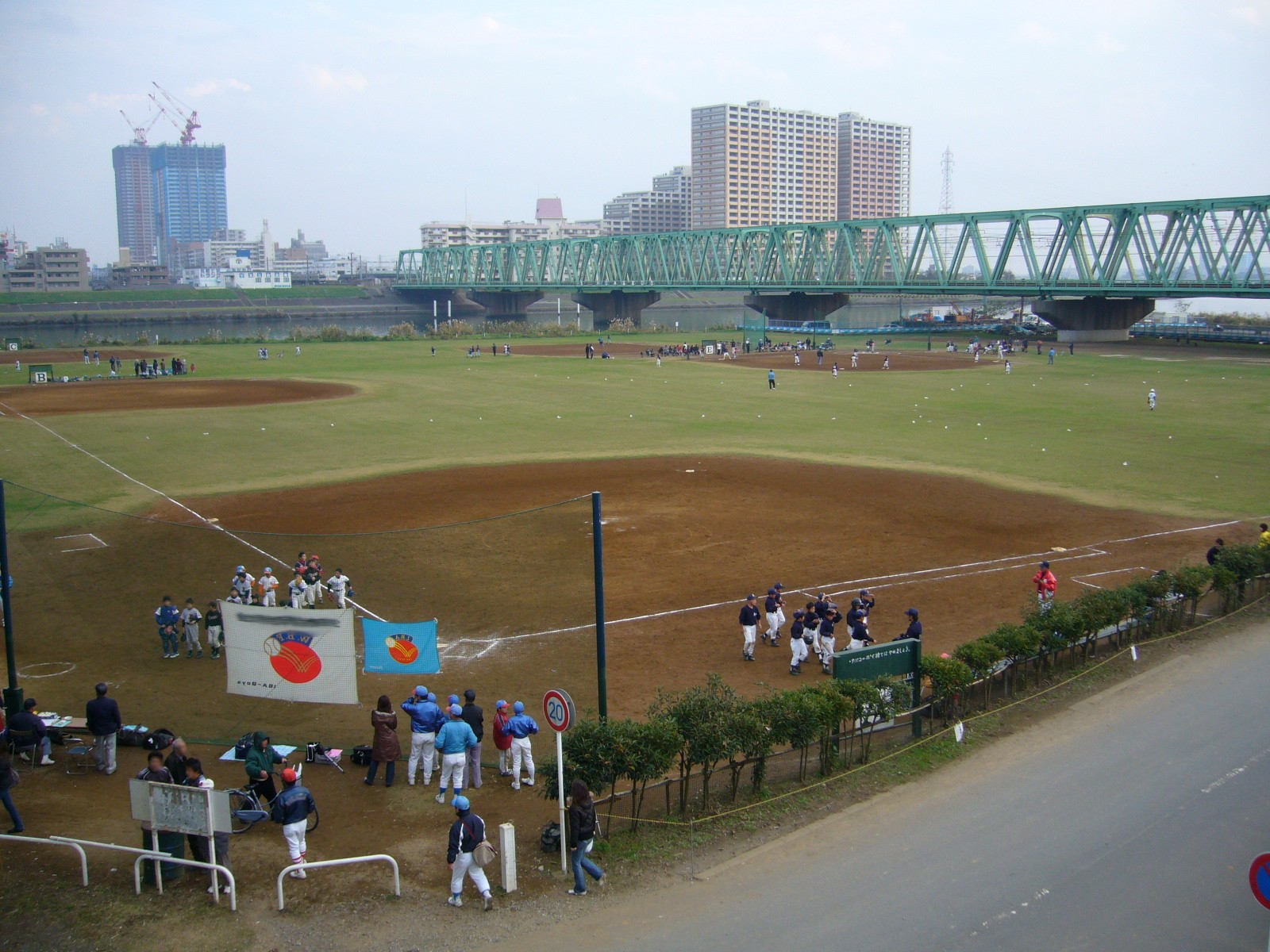
野球場として利用された河川敷（江戸川）

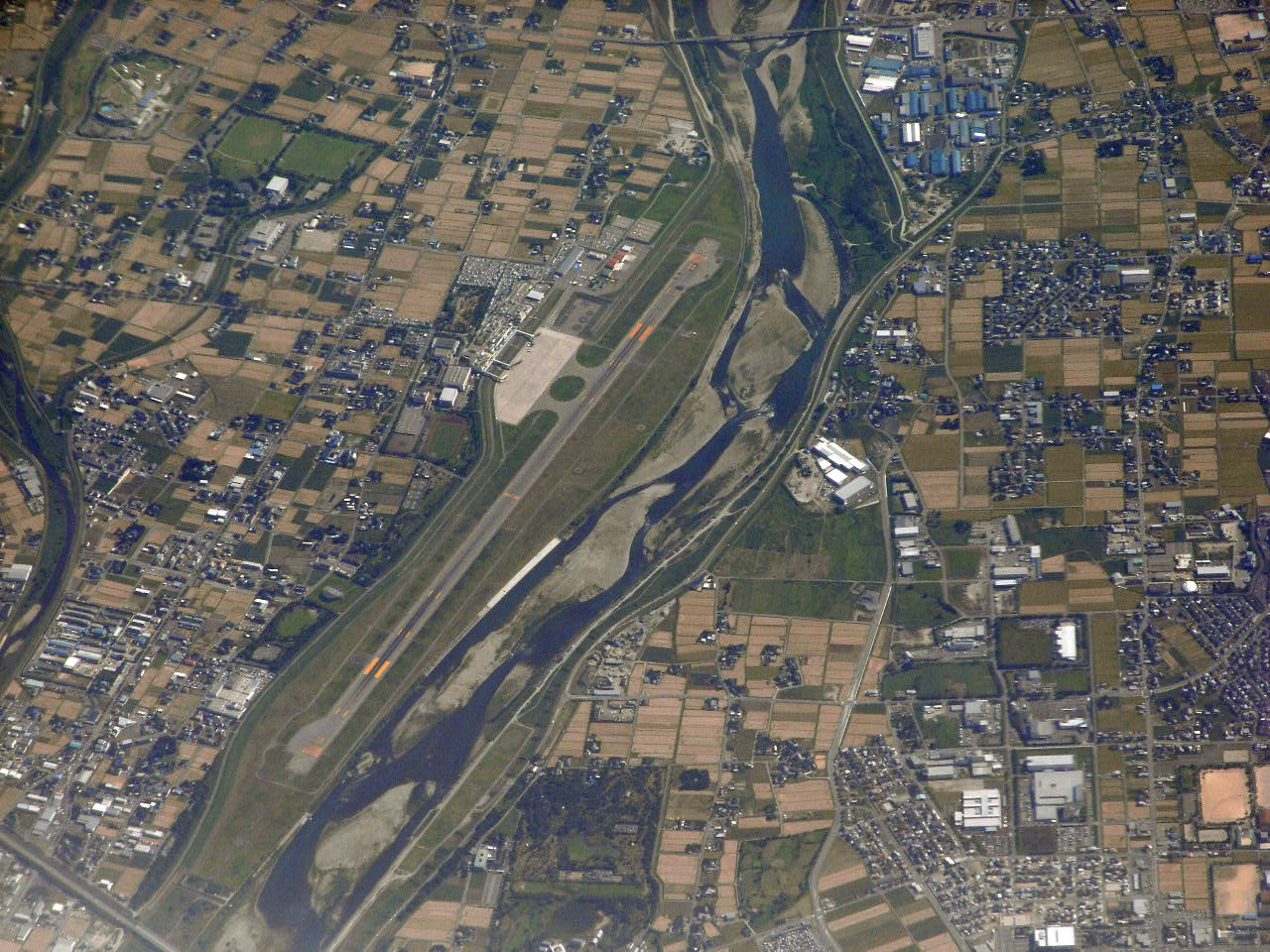
神通川右岸の河川敷にある富山空港

土地利用に当たっては、河川法第24条に基づく河川管理者（国もしくは地方自治体）の許可が必要となる。主に、公共的な用としてスポーツ施設や運動場、公園や遊歩道として利用されることが多い。前述の堤外民有地といった私有化されている土地もあって一部では農業も行われるが、長年の既得権として許可が与えられているものがほとんどである。
ただし、堤外民有地や河川法第24条に基づく占用許可がない土地については、不法占有となる。

### 占拠
- しばしばホームレスが簡易な居住施設を造るが、占拠を黙認すると居住権が発生すること、出水時に人的被害が出る恐れがあることから強制的な排除が行われる[15]。令和元年東日本台風（台風19号）の例では、ビラや防災無線で避難の呼びかけが行われたが溺死者も出た[16]。
- 近隣の住民が造る無許可の家庭菜園が、しばしば本格的な耕作地化することもある。これらも河川管理者の撤去勧告が行われ、従わない場合は行政代執行による排除が行われることになる[10]。
- 2016年の千葉県におけるデータによれば、県内で河川敷が不法に占有され、畑や小屋、桟橋などが作られるケースが377件に及んだという[17]。
- 大阪府内の淀川では、野球やサッカーなどのチームが、国土交通省淀川河川事務所に無断で河川敷にバックネットやベンチなどを設置し、グラウンドとして長年に亘り使用していた。河川法に違反するため、同事務所は再三に亘り撤去を要請してきたが、チーム関係者の抵抗で進んでいなかった。しかし2019年以降に豪雨災害が相次いだ影響もあって、これらのチームのうち計33チームが、2021年3月までにバックネットなどを撤去する方針であることが明らかになった[18]。

こうした事例は、上記の他にも各所で多くみられる。